# Julio César Cubillos
Julio César Cubillos (Santafé de Bogotá, 1919-Santiago de Cali, 1998) fue un arqueólogo colombiano y profesor de la Universidad del Valle. 
Poseedor de los títulos de etnólogo y profesor en geografía y cartografía, realizó la primera investigación sobre la cultura Tumaco en Colombia. Cubillos es una de las figuras más destacadas de la arqueología normativa en Colombia.
Una de sus primeras investigaciones la realizó junto al arqueólogo estadounidense Emil Haury en 1953; la cual buscaba construir una secuencia cronológica cerámica para la sabana de Bogotá. Debido a que los basureros excavados no fueron profundos solo pudo construir una secuencia de tres etapas: Pre-conquista, Colonial y Reciente.
El mismo tipo de investigación fue llevado a cabo en Tumaco en la misma década.
J. Cubillos también estableció una secuencia cronológica para el sur del valle geográfico del río Cauca, demarcando tres fases (en orden de más temprano a tardío): Sachamate, Tinajas y Quebrada seca. Los resultados de sus investigaciones determinaron que la población prehispánica se había asentado en la suela plana desde, al menos, el siglo XII; rebatiendo las investigaciones previas de Ford. Adicionalmente, indicó que las poblaciones en el valle geográfico se asentaron en pequeñas aldeas nucleadas, durante las fases Sachamate y Tinajas; y en poblados dispersos en las estribaciones de la cordillera Central, durante la fase Quebrada Seca.
Ayudó a reconstrucción del Parque Arqueológico de San Agustín, que consta de los predios de San Agustín, el Alto de los Ídolos y el Alto de las Piedras, del Museo Arqueológico de la Universidad del Valle, que lleva su nombre, (siendo desde 1967 hasta 1994 su director) el Parque Arqueológico Tierra Adentro y el Museo Calima Darien entre otros.